# 日向北方站
日向北方站（日语：／ Hyūga-Kitakata eki */?）是位於宮崎縣串間市，屬於九州旅客鐵道（JR九州）的日南線車站。
由於在九州內早已存在北方站，本站遂加入舊令制國「日向」以茲識別。

## 車站構造

### 站房
現時採用簡易車站模式運作，並採用鹿兒島縣內日豐本線及吉都線常用的標準式單層簡易式站房，站房以不锈鋼支架、不锈鋼板及膠板所搭成，建於原來站房的基座上，由路面進入站房時，須上行數級梯級才可到達。出入口設於站房中央，佐側為候車室，分別設一張四個獨立座位及一張兩個獨立座位的塑膠候車座椅；右側用作儲物室，前後兩方的牆壁掛有宣傳串間市的宣傳物，面對候車室的一邊牆壁則掛有車務資訊及相關的告示板。另外，部份原來站房用地則改作為花圃，並起名為「人權之花」，由串間市「人權啟發推進協議會」打理。
而在站外則設置了一座臨時式洗手間一座。花圃前方建有一座以鋼架及鐵皮所搭成的有蓋單車停泊亭。

### 月台
只設有一座側式月台，長度只有約65米，有效長度為3輛。列車不可在此交會。整個月台除了車站站牌以及靠近路面方設有圍欄外，便沒有其他月台設施。
列車靠站時，往志布志方向為左側上落、往宮崎方向為右側上落。
| 路線    | 上下行 | 方向                   |
| ------- | ------ | ---------------------- |
| ■日南線 | 下行   | 志布志方向             |
| ■日南線 | 上行   | 油津、南宮崎、宮崎方向 |

## 歷史
- 1935年4月15日：志布志線志布志至榎原之間開通，此站啟用[2]。
- 1963年5月8日：日南線南宮崎站至北鄉站之間開業，志布志線部分路段編入至日南線。
- 1987年4月1日：隨國鐵分割民營化，車站由九州旅客鐵道（JR九州）營運[1][3][4]。
- 2017年3月4日：快速日南Marine號開始停靠此站。
- 2022年4月1日：隨九州旅客鐵道宮崎支社（日语：九州旅客鉄道宮崎支社）成立，從鹿兒島支社轉移[5]。
- 2024年：

- 10月22日：受豪雨影響，志布志～南鄉間的服務暫停，改由代行巴士行走。
- 12月2日：路線重開。

## 使用狀況
隨JR九州自2016年度起只公佈首300位車的使用人數，本站因未能打入首300位而沒有實際的使用人數量，而日均使用量也遠遠不足100人，所以亦未能列入排行榜後方的附錄表內。
以下為近年的乘車人次列表。
| 年度 | 1日平均 乘車人次 | 出處       |
| ---- | ---------------- | ---------- |
| 2002 | 34               |            |
| 2003 | 31               |            |
| 2004 | 20               |            |
| 2005 | 18               |            |
| 2006 | 20               |            |
| 2007 | 19               |            |
| 2008 | 16               |            |
| 2009 | 11               |            |
| 2010 | 9                |            |
| 2011 | 7                |            |
| 2012 | 5                |            |
| 2013 | 9                |            |
| 2014 | 9                |            |
| 2015 | 12               |            |
| 2016 | <100             | [ 統計 2 ] |
| 2017 | <100             | [ 統計 3 ] |
| 2018 | <100             | [ 統計 4 ] |
| 2019 | <100             | [ 統計 5 ] |
| 2020 | <100             | [ 統計 6 ] |
| 2021 | <100             | [ 統計 7 ] |
| 2022 | <100             | [ 統計 8 ] |
| 2023 | <100             | [ 統計 9 ] |

## 相鄰車站
九州旅客鐵道（JR九州）
■日南線
■快速「日南Marine號」、■普通
日向大束－日向北方－串間

### 統計資料
1. ↑  宮崎縣統計年鑑
2. ↑   (PDF). 九州旅客鉄道.   [2020-08-31]. （原始内容 (PDF)存档于2017-08-01） （日语）.
3. ↑   (PDF). 九州旅客鉄道.   [2020-08-25]. （原始内容 (PDF)存档于2019-07-06） （日语）. （页面存档备份，存于）
4. ↑   (PDF). 九州旅客鉄道.   [2020-08-25]. （原始内容 (PDF)存档于2020-03-15） （日语）. （页面存档备份，存于）
5. ↑   (PDF). 九州旅客鉄道.   [2020-08-25]. （原始内容 (PDF)存档于2020-08-24） （日语）. （页面存档备份，存于）
6. ↑   (PDF). 九州旅客鉄道.   [2021-08-25]. （原始内容 (PDF)存档于2021-08-24） （日语）.
7. ↑   (PDF). 九州旅客鉄道.   [2022-08-26]. （原始内容 (PDF)存档于2022-08-26） （日语）.
8. ↑   (PDF).   [2023-10-24]. （原始内容存档 (PDF)于2023-09-06）.
9. ↑  
駅別乗車人員上位300駅（2023年度） （页面存档备份，存于），JR九州。

## 外部連結
- JR九州日向北方站 （页面存档备份，存于）